# Xylolana radicicola
Xylolana radicicola là một loài chân đều trong họ Cirolanidae. Loài này được Kensley miêu tả khoa học năm 1987.